# Inverness, Québec
Inverness är en kommun i provinsen Québec i Kanada. Den ligger i regionen Centre-du-Québec, i den sydöstra delen av landet, 300 km öster om huvudstaden Ottawa. Kommunen bildades 1998 genom sammanslagning av bykommunen och kantonen med samma namn.